# Salma al-Haffar al-Kuzbari
Salma al-Haffar al-Kuzbari (ur. 1922 w Damaszku, zm. 2006 w Bejrucie) – syryjska pisarka i działaczka feministyczna. Autorka pierwszej w historii literatury syryjskiej powieści napisanej przez kobietę - wydanych w 1949 autobiograficznych Pamiętników Hali.

## Życiorys
Pochodziła z zamożnej rodziny z Damaszku. Jej ojciec Lutfi al-Haffar był działaczem syryjskiego Bloku Narodowego, działaczem na rzecz niepodległości Syrii, premierem niesuwerennej Syrii w 1939. Wbrew ówczesnym zwyczajom panującym w społeczeństwie syryjskim Salma al-Haffar al-Kuzbari, wspierana przez ojca, ukończyła szkołę prowadzoną w Damaszku przez franciszkanów. W wieku siedemnastu lat opublikowała pierwszy artykuł. Wyszła za mąż najpierw za Muhammada Abd al-Hamida al-Karamiego, a po jego śmierci - za dyplomatę Nadira al-Kuzbariego, sryyjskiego ambasadora w Hiszpanii. Pod wpływem pobytu w Hiszpanii zafascynowała się tamtejszą kulturą, zwłaszcza andaluzyjską.
Za swoją działalność pisarską otrzymała medal rządu hiszpańskiego i nagrodę im. króla Fajsala w dziedzinie języka i literatury arabskiej. Za swoje badania nad literaturą arabską i andaluzyjską otrzymała Śródziemnomorską Nagrodę Literacką Uniwersytetu w Palermo.

## Twórczość
Pierwsza powieść al-Haffar al-Kuzbari, równocześnie pierwsza syryjska powieść autorstwa kobiety, wydane w 1949 Pamiętniki Hali, jest utworem autobiograficznym. Bohaterka utworu nosi imię Hala, ale jej ojciec, Lutfi al-Haffar, nazywa się tak samo, jak ojciec pisarki. Al-Haffar al-Kuzbari opisuje w powieści działalność polityka, przedstawiając Lutfiego al-Haffara w kategoriach ideału. Opisuje panującą w domu fascynację literaturą, zwłaszcza poezją arabską. Hala al-Haffar pod wpływem poety Badawiego al-Dżabala (również postać historyczna) zaczyna recytować dzieła klasycznej literatury arabskiej i tworzyć własne. Bierze udział w dyskusjach o kulturze i społeczeństwie z gośćmi ojca, broniąc jego poglądów. Nie waha się krytykować mężczyzn, bierze udział w publicznych wydarzeniach politycznych. Biegle włada nie tylko językiem arabskim, ale i francuskim. W powieści al-Haffar wiernie ukazała sytuację kobiet z zamożnych syryjskich rodzin w okresie mandatu francuskiego w Syrii. Według krytyczki literackiej Hijan Duwajhi dzieło dalekie jest od typowej formy powieściowej. 
Pod wpływem fascynacji Andaluzją al-Haffar al-Kuzbari napisała powieść Dwoje oczu z Sewilli, wydaną w 1965. Powieść opowiada o miłości modelki Carmen i szlachcica Roberta, akcja utworu rozgrywa się w Hiszpanii. Utwór jest słaby pod względem warsztatowym, znajdują się w nim liczne dłużyzny, a wiele wypowiedzi bohaterów brzmi nienaturalnie, gdyż pisarka stara się za ich pomocą przekazać własne poglądy i refleksje. Główna bohaterka, chociaż jest Hiszpanką, z charakteru i sposobu postępowania przypomina raczej współczesną pisarce Syryjkę. Powieść głosi pochwałę miłości i piękna, wskazując urodę głównej bohaterki jako główną przyczynę jej powodzenia i szczęścia. Mimo istotnych wad, dzieło zajmuje ważne miejsce w nowoczesnej literaturze syryjskiej. Jest bowiem złożonym obrazem społeczeństwa niearabskiego, szczegółowo konfrontuje zamożne kręgi społeczeństwa z warstwą ubogich, ciężko pracujących ludzi.
W 1970 al-Haffar al-Kuzbari wydała drugą powieść autobiograficzną Bursztyn i popioły. W dziele prowadzona jest narracja pierwszoosobowa, tekst jest dojrzalszy i bardziej szczery, niż Pamiętniki Hali. Po 1971 al-Haffar al-Kuzbari wydała jeszcze jedną powieść, Al-Burtukal al-murr, w której opisała społeczeństwo Syrii w okresie politycznych kryzysów związanych z unią z Egiptem, przejęciem władzy przez partię Baas i kolejnymi kryzysami w nowej elicie władzy, zakończonymi ustanowieniem dyktatury Hafiza al-Asada. Fakt, iż autorka wiele razy zawarła w tekście dygresje i komentarze polityczne sprawia, że cały tekst nabiera wymiaru propagandowego, osłabiającego jego wartość artystyczną.
Salma al-Haffar al-Kuzbari przez siedemnaście lat pracowała nad biografią pisarki i poetki Majj Zijady. W 1961 opublikowała jej biografię, zaś w 2004 zbiór jej listów miłosnych do Kahlila Dżibrana. W 1997 wydała biografię swojego ojca. 
Al-Haffar al-Kuzbari tworzyła prozę w języku arabskim, natomiast wiersze pisała po francusku.